# Divaldo: Un mensajero de paz
Divaldo: Un mensajero de paz (en portugués: Divaldo: O Mensageiro da Paz) es una película brasileña dirigida por Clovis Mello. Basada en el libro Divaldo Franco de Ana Landin, aborda la vida del espiritista Divaldo Pereira Franco desde su infancia en Feira de Santana hasta su adultez.

## Argumento
La película inicia con un Divaldo Franco de 4 años viviendo en Feira de Santana, Bahía. Mientras Divaldo dormía, tiene una pesadilla en la que un sacerdote lo amenaza con matarlo, despertando a sus padres. Cuando su madre Ana lo tranquilizaba, empieza alucinar con la monja Juana de los Ángeles, quien a lo largo del filme, actuaría como su «mentora espiritual».
Al día siguiente, la madre de Divaldo lo lleva a una iglesia para que el padre Carmelo lo bendiga. Sin embargo, recibe la noticia del suicidio de su hija Nair, quedando devastada; pide que se lleve a cabo la misa funeraria, pero el padre Carmelo menciona que la iglesia no ve esto con buenos ojos, ya que según ellos estas personas «van directo al infierno». Ante ello, Ana decide irse molesta.
La trama avanza trece años después, con un Divaldo de 17 años. Uno de sus amigos le avisa que José, su hermano menor, ha fallecido. A Divaldo le impacto tanto la noticia y el ver a su hermano enterrado que se le paralizaron las piernas. Laura, una espiritista, visita a la familia de Divaldo, y les asegura que el espíritu de José «se encuentra dentro de él» ya que algunas personas que mueren repentinamente se resisten en desencarnarse. Tras una sanación espiritual, Divaldo logra la capacidad de caminar, ante la sorpresa de sus padres, que por su religión mantenían prejuicios sobre el espiritismo.
Al día siguiente, Divaldo asiste a la iglesia para confesarle al padre Carmelo acerca del espíritu de José. Le menciona sobre la espiritista que lo ayudó a volver a caminar, aunque el padre Carmelo le responde que eso fue «obra de Dios». De repente, se aparece una mujer llamada Lucia, pero no era más que una alucinación de Divaldo. El padre Carmelo le dice que su lugar no está en la iglesia, sino en otra parte; el chico se topa nuevamente con Juana de los Ángeles al salir del confesonario. Divaldo y su madre llegan a un centro espiritista, donde por medio del espíritu de José, da un emotivo discurso frente a los presentes diciendo a su madre que físicamente ya no está con ellos, pero espiritualmente sigue allí al darse cuenta de que puede existir vida más allá de la muerte. Adentrándose cada vez más con la doctrina espiritista y seguir desarrollando su mediumnidad, Divaldo decide trasladarse a Salvador, la capital del estado.
Llegando a la ciudad, Divaldo se instala en el apartamento de Laura, quien lo orientará con el médium. Tiene una alucinación con el Espíritu Obsesor, quien anteriormente había hecho acto de presencia en su vida; le advierte que si no retorna a su lugar de origen, lo atormentará con su existencia cada que osa de predicar el espiritismo a la gente de la comunidad. Sin embargo, a Divaldo no le molesta su amenaza y seguirá con su doctrina. Tras perder su trabajo anterior, es contratado como profesor en una escuela cerca de donde vive. Nilson, uno de los estudiantes de Divaldo, le pide ayuda para curar a su padre enfermo con el mismo ritual con el que fue curado anteriormente por Laura. Sorprendido por el médium de su profesor, Nilson empieza a interesarse por la doctrina espiritista.
El Espíritu Obsesor se aparece para difundir su resentimiento hacía Divaldo culpándole de su suicidio (o en realidad, al alma de su hermano fallecido), quien un tanto desesperado, intenta quitarse la vida lanzándose desde un techo; por fortuna, una chica se lo impide animándole a seguir adelante. Acto seguido, Divaldo se encuentra con Juana de los Ángeles, y esta le dice que hizo bien al no suicidarse. Después, se funda el centro espiritista Camino de la Redención (Caminho da Redenção), un orfanato para ayudar a las personas marginadas de la comunidad.
Pasan varios años más, con Divaldo y Nilson ya siendo adultos mayores; el dúo sigue cosechando el éxito de curar a las personas enfermas o discapacitadas por medio del espiritismo, ahora también en la Mansión del Camino (a Mansão do Caminho), que acoge y educa a niños bajo el régimen de semi-internado y externado. En ese periodo, Divaldo se entera de la identidad de Juana de los Ángeles, a quien se había referido como «Espíritu Amigo» a petición de ella misma como una forma de ir ganándose su confianza. Posteriormente, mientras quemaba un par de hojas en una fogata, Divaldo recibe la noticia de que su padre se encuentra muy delicado de salud, quien desafortunadamente no pudo sobrevivir.
En una escena posterior, donde Divaldo estaba acunando a una bebé abandonada a la que le dio asilo en la mansión, el Espíritu Obsesor aparece. Divaldo le dice que lo aprecia así como aprecia a la bebé y también le hizo ver que estaba mal con su rencor por lo del suicidio, y que tratara de superarlo; por ello, el Espíritu Obsesor le pide perdón antes de irse definitivamente. Juana de los Ángeles felicita a Divaldo por evolucionar como médium y él se prepara para escribir su primer libro no sin antes de despedirse de su madre (quien fue diagnosticada con una enfermedad terminal) con una bendición. En la última escena, Divaldo está por dar su primer discurso frente a miles de presentes, además de mostrarse imágenes de todos sus logros con médium.

## Reparto
- Bruno Garcia como Divaldo Franco
  - João Bravo como Divaldo de niño
  - Ghilherme Lobo como Divaldo de joven
- Osvaldo Mil como Nilson
  - Bruno Suzano	como Nilson de joven
- Regiane Alves como Juana de los Ángeles
- Álamo Facó como Chico Xavier
- Marcos Veras como Espíritu Obsesor
- Laila Garin como Ana, madre de Divaldo
- Ana Cecília Costa	como Laura
- Nelson Baskeville	como Padre Carmelho